# Finn Haunstoft
Finn Haunstoft (ur. 8 lipca 1928 w Aarhus; zm. 12 maja 2008 w Kielstrup Sø niedaleko Hobro) – duński kajakarz, kanadyjkarz. Złoty medalista olimpijski z Helsinek.
Igrzyska w 1952 były jego pierwszą i wspólnie z Bentem Pederem Raschem triumfował w kanadyjkowych dwójkach na dystansie 1000 metrów. Cztery lata później zajął szóste miejsce w tej konkurencji, ale na dystansie 10 000 metrów. Partnerował mu Aksel Duun.